# Laringotraqueobronquite
A Laringotraqueobronquite, também conhecida por crupe, é um tipo de infecção respiratória geralmente causada por um vírus. A infecção leva a um inchaço dentro da traquéia, que interfere com a respiração normal e produz os sintomas clássicos de tosse de "latido", estridor e voz rouca. Febre e corrimento nasal também podem estar presentes. Esses sintomas podem ser leves, moderados ou graves. Muitas vezes começa ou piora à noite. Normalmente dura de um a dois dias.
O crupe pode ser causado por vários vírus, incluindo o vírus parainfluenza e vírus influenza. Raramente é devido a uma infecção bacteriana. O crupe é tipicamente diagnosticado com base em sinais e sintomas após causas potencialmente mais graves, como epiglotite ou corpo estranho das vias aéreas, terem sido descartadas. Investigações posteriores - como exames de sangue, raios X e culturas - geralmente não são necessárias.
Muitos casos de crupe são evitáveis pela imunização para influenza e difteria. O crupe geralmente é tratado com uma dose única de esteróides por via oral. Em casos mais graves, a epinefrina inalada também pode ser usada. A hospitalização é necessária em um a cinco por cento dos casos.
O crupe é uma condição relativamente comum que afeta cerca de 15% das crianças em algum momento. Ocorre mais comumente entre os 6 meses e os 5 anos de idade, mas raramente pode ser visto em crianças de até quinze anos. É um pouco mais comum no sexo masculino que no sexo feminino. Ocorre com mais frequência no outono. Antes da vacinação, o crupe era freqüentemente causado pela difteria e muitas vezes era fatal. Essa causa agora é muito rara no mundo ocidental devido ao sucesso da vacina contra difteria.[carece de fontes?]

## Sinais e Sintomas
O crupe é uma condição caracterizada por uma tosse "latente", estridor, rouquidão e dificuldade para respirar, que geralmente piora à noite. A tosse "latindo" é freqüentemente descrita como parecida com o chamado de uma foca ou leão-marinho. O estridor é agravado pela agitação ou pelo choro e, se puder ser ouvido em repouso, pode indicar um estreitamento crítico das vias aéreas. Quando o crupe se agrava, o estridor pode diminuir consideravelmente.
Outros sintomas incluem febre, coriza (sintomas típicos do resfriado comum) e sinal de Hoover. Sialorreia ou uma aparência muito doente indicam outras condições médicas, como a epiglotite.

## Causas
Geralmente, o crupe é considerado ser devido a uma infecção viral. Outros usam o termo mais amplamente, incluindo laringotraqueíte aguda, crupe espasmódico, difteria laríngea, traqueíte bacteriana, laringotraqueobronquite e laringotraqueobroncopneumonite. As duas primeiras condições envolvem uma infecção viral e são geralmente mais brandas em relação à sintomatologia; os últimos quatro são devido a infecção bacteriana e geralmente são de maior gravidade.

### Viral
O crupe viral ou a laringotraqueíte aguda são mais comumente causados pelo vírus parainfluenza (um membro da família dos paramixovírus), principalmente dos tipos 1 e 2, em 75% dos casos. Outras causas virais incluem influenza A e B, sarampo, adenovírus e vírus sincicial respiratório (VSR). O crupe espasmódico é causado pelo mesmo grupo de vírus que a laringotraqueíte aguda, mas não apresenta os sinais habituais de infecção (como febre, dor de garganta e aumento da contagem de leucócitos). O tratamento e a resposta ao tratamento também são semelhantes.

### Bacteriano
O crupe bacteriano pode ser dividido em difteria laríngea, traqueíte bacteriana, laringotraqueobronquite e laringotraqueobroncopneumonite. A difteria laríngea é causada por Corynebacterium diphtheriae, enquanto a traqueíte bacteriana, a laringotraqueobronquite e a laringotraqueobroncopneumonite são geralmente causadas por uma infecção viral primária com crescimento bacteriano secundário. As bactérias mais comuns implicadas são Staphylococcus aureus, Streptococcus pneumoniae, Hemophilus influenzae e Moraxella catarrhalis.

## Fisiopatologia
A infecção viral que causa o crupe leva ao inchaço da laringe, traqueia e grandes brônquios devido à infiltração de leucócitos (especialmente histiócitos, linfócitos, plasmócitos e neutrófilos). O inchaço produz uma obstrução das vias aéreas que, quando significativa, leva a um aumento dramático do trabalho respiratório e ao fluxo de ar característico, turbulento e ruidoso, conhecido como estridor.

## Diagnóstico
O crupe é tipicamente diagnosticado com base em sinais e sintomas. O primeiro passo é excluir outras condições obstrutivas da via aérea superior, especialmente epiglotite, corpo estranho das vias aéreas, estenose subglótica, angioedema, abscesso retrofaríngeo e traqueíte bacteriana.
A radiografia frontal do pescoço não é rotineiramente realizada, mas se for feito, pode mostrar um estreitamento característico da traquéia, chamado sinal de campanário, por causa da estenose subglótica. O sinal do campanário é sugestivo do diagnóstico, mas está ausente em metade dos casos.
Outras investigações (como exames de sangue e cultura viral) são desencorajadas, pois podem causar agitação desnecessária e, assim, piorar o estresse na via aérea comprometida. Embora culturas virais, obtidas por aspiração nasofaríngea, possam ser usadas para confirmar a causa exata, elas geralmente são restritas a situações de pesquisa. A infecção bacteriana deve ser considerada se uma pessoa não melhorar com o tratamento padrão, sendo que ai novas investigações podem ser indicadas.

## Prevenção
Muitos casos de crupe foram prevenidos pela imunização para influenza e difteria. Houve uma época em que o crupe se referia a uma doença diftérica, mas com a vacinação, a difteria agora é rara no mundo desenvolvido.

## Tratamento
Crianças com crupe geralmente são mantidas tão calmas quanto possível. Os esteróides são administrados rotineiramente, com epinefrina usada em casos graves. Crianças com saturação de oxigênio abaixo de 92% devem receber oxigênio, e aquelas com crupe grave podem ser hospitalizadas para observação. Se for necessário oxigênio, recomenda-se a administração segurando uma fonte de oxigênio perto do rosto da criança, pois causa menos agitação do que o uso de uma máscara. Com o tratamento, menos de 0,2% das crianças necessitam de intubação endotraqueal.

### Esteroides
Os corticosteroides, como a dexametasona e a budesonida, mostraram melhorar os resultados em crianças com todas as gravidades de crupe. Um alívio significativo é obtido duas horas após a administração. Embora eficaz quando administrada por injeção ou por inalação, dar a medicação por via oral é o preferido. Uma dose única é geralmente tudo o que é necessário e geralmente é considerada bastante segura. A dexametasona em doses de 0,15, 0,3 e 0,6 mg / kg parece ser igualmente eficaz.

### Epinefrina
O crupe de moderado a severo pode ser melhorado temporariamente com epinefrina nebulizada. Embora a adrenalina normalmente produza uma redução na gravidade do crupe dentro de 10 a 30 minutos, os benefícios duram apenas cerca de 2 horas. Se a condição permanecer melhorada por 2 a 4 horas após o tratamento e não surgirem outras complicações, a criança geralmente recebe alta hospitalar.

### Outros
Embora outros tratamentos para crupe tenham sido estudados, nenhum deles tem evidências suficientes para apoiar seu uso. A inalação de vapor quente ou ar umidificado é um tratamento tradicional de autocuidado, mas os estudos clínicos não mostraram eficácia e atualmente raramente são usados. O uso de medicamentos para a tosse, que geralmente contêm dextrometorfano ou guaifenesina, também é desencorajado. Há evidências de que respirar heliox (uma mistura de hélio e oxigênio) para diminuir o trabalho de respiração é útil em pessoas com doença grave. Como o crupe geralmente é uma doença viral, os antibióticos não são usados, a menos que haja suspeita de infecção bacteriana secundária. Em casos de possível infecção bacteriana secundária, os antibióticos vancomicina e cefotaxima são recomendados. Em casos graves associados à influenza A ou B, os inibidores da neuraminidase antiviral podem ser administrados.

## Prognóstico
O crupe viral é geralmente uma doença autolimitada, com metade dos casos se resolvendo em um dia e 80% dos casos em dois dias. Pode muito raramente resultar em morte por insuficiência respiratória e/ou parada cardíaca. Os sintomas geralmente melhoram em dois dias, mas podem durar até sete dias. Outras complicações incomuns incluem traqueíte bacteriana, pneumonia e edema pulmonar.

## Epidemiologia
O crupe afeta cerca de 15% das crianças e geralmente se apresenta entre as idades de 6 meses e 5 a 6 anos. É responsável por cerca de 5% dos internamentos hospitalares nessa população. Em casos raros, pode ocorrer em crianças a partir dos 3 meses e com 15 anos de idade. Os machos são afetados 50% mais freqüentemente do que as fêmeas, e há uma prevalência aumentada no outono.

## História
A palavra crupe vem do inglês, que verbalmente significa "chorar com voz rouca"; o nome foi aplicado pela primeira vez à doença na Escócia e popularizado no século XVIII.[carece de fontes?] O crupe diftérico é conhecido desde a época da Grécia Antiga de Homero, e só em 1826 o crupe viral foi diferenciado do crupe devido à difteria por Bretonneau. O crupe viral era então chamado de "falso-crupe" pelos franceses e frequentemente chamado de "falso crupe" em inglês, como "crupe" ou "crupe verdadeiro", sendo mais comumente referido à doença causada pela bactéria da difteria. A falsa crupe também é conhecida como pseudo-crupe ou crupe espasmódico.[carece de fontes?] O crupe devido à difteria tornou-se quase desconhecido em países ricos nos tempos modernos devido ao advento da imunização eficaz.